# Легіон Вагнера. Істра
Легіон Вагнера. Істра (рос. Легион Вагнера. Истра) — військове формування МО РФ під керівництвом колишніх командирів ПВК «Вагнер».

## Історія
Істринський батальйон засновано восени 2023 року для участі у війні проти України. Особовий склад підрозділу поповнили колишні вагнерівці, які після заколоту і виведення ПВК з території України покинули лави компанії та підписали контракти із Міноборони РФ. Набір до батальйону проводиться через військкомат міста Істра за підтримки місцевої влади. Назва «Легіон Вагнера» використовується з грудня 2023. У березні 2024 року голова Істри Тетяна Вітушева повідомила, що до батальйону увійшло більше тисячі ветеранів ПВК «Вагнер».
 
У середині листопада 2024, формування розпочало набір бійців для відправлення до Африки.

9 грудня 2024, п'ятеро колишніх високопоставлених командирів ПВК «Вагнер», у тому числі Герой Росії Олександр Кузнецов та колишній начштабу ПВК Ігор Суходольский дали інтерв'ю телеканалу Московської області «360°», у якому повідомили про підписання контрактів із «легіоном».

## Командування
Командний склад підрозділу на грудень 2024:
- Запрудський Руслан (екскомандир 13-го штурмового загону ПВК «Вагнер», позивний «Русич») — командир батальйону «Істри» в Україні.
- Іванов Андрій (екскомандир 2-го штурмового загону ПВК «Вагнер», позивний «Кеп») — куратор малійського напрямку «легіону».
- Члалян Руслан (колишній заступник командира 1-го штурмового загону ПВК «Вагнер», позивний «Радімір») — куратор лівійського напрямку «легіону».